# Víctor Andrade Uzquiano
Víctor Manuel Andrade Uzquiano (Chulumani, Bolivia, 6 de marzo de 1905 – La Paz, 7 de marzo de 1990) fue un abogado, parlamentario, ministro y diplomático boliviano. Fue el Canciller de Bolivia durante los gobiernos de los presidentes Gualberto Villarroel López, Víctor Paz Estenssoro y Hernán Siles Suazo, siendo también a la vez uno de los personajes políticos más importantes de la revolución boliviana de 1952 y del partido del Movimiento Nacionalista Revolucionario (MNR).
Como escritor, se destacó en su trabajo de novelista y crítico. A nivel político, representó a su Bolivia como embajador en Estados Unidos, y ocupó los ministerios de Trabajo y de Exterior. Andrade fue uno de los hombres importantes de la revolución boliviana del 9 de abril de 1952 aunque su principal aporte al Movimiento Nacionalista Revolucionario (MNR) lo hizo ocupando cargos diplomáticos.

## Biografía
Víctor Andrade nació el 6 de marzo de 1905 en la localidad de Chulumani en el Departamento de La Paz. Perteneció a una familia de la burguesía provincial de los yungas paceños. Sus padres fueron Manuel Andrade A. y María Uzquiano. Comenzó sus estudios escolares el año 1911, saliendo bachiller en 1923. 
Continuó con sus estudios profesionales, ingresando el año 1924 a la Facultad de Derecho de la Universidad Mayor de San Andrés (UMSA), graduándose como abogado de profesión a los 24 años de edad, en 1929, y especializándose también luego en materia de economía en los Estados Unidos el año 1930.

## Vida política
La incursión de Víctor Andrade en política comenzaría durante el gobierno del presidente Daniel Salamanca Urey, en donde ocupó el cargo de subsecretario de educación en plena Guerra del Chaco con el Paraguay (1932-1935). Una vez terminada la guerra, Víctor se acercó más a los sectores nacionalistas, llegando inclusive a ser miembro del grupo Estrella de hierro. 
En 1942, fue elegido como Diputado de Bolivia. Pero debido al carácter incisivo de la oposición política en el parlamento boliviano y el cual fue respaldado también por la prensa movimientista (MNR), puso a la defensiva al gobierno del presidente Enrique Peñaranda Castillo. 
Políticamente, Víctor Andrade contribuyó a difundir los planteamientos nacionalistas y consolidó la notoriedad de los principales tenores y personalidades políticas del Movimiento Nacionalista Revolucionario como Víctor Paz Estenssoro, Walter Guevara Arze, etc. 
Durante el gobierno del presidente Gualberto Villarroel López, Andrade ejerció los cargos de Canciller y ministro de trabajo de Bolivia entre los años 1943 y 1944, además de ocupar también del cargo de embajador de Bolivia ante los Estados Unidos desde 1944 hasta 1946. 
Probablemente fue el puesto más importante de la diplomacia boliviana, en especial en el siglo XX, ya que los Estados Unidos no veía con buenos ojos la subida al poder de un militar socialista como lo era Villarroel siendo esta una tarea muy difícil, ya que Andrade tenía la misión y el objetivo de realizar las negociaciones diplomáticas para que la potencia mundial del norte reconozca y acepte al nuevo gobierno instaurado, además de tratar de no hacer ver a nivel internacional a Bolivia como un país considerado pro nazi; que según la oposición política boliviana de ese década tachaba en ese entonces a Villarroel como fascista. 

## Asesinato de Villarroel
El 21 de julio de 1946, el presidente boliviano Gualberto Villarroel fue asesinado por una turba enardecida de la oligarquía, es entonces que Andrade se tuvo que exiliar para quedarse en el exterior desempeñándose como catedrático en la Universidad "New School" de la ciudad de Nueva York entre los años 1947 y 1949 siendo poco después funcionario de una compañía dedicada a las inversiones en América Latina (bajo el patrocinio del multimillonario Rockefeller).
Cuando volvió a Bolivia en 1950, fue inmediatamente arrestado y confinado a la isla de Coati (cárcel pública en medio del Lago Titicaca) para luego ser nuevamente exilado, pero esta vez a Chile por el gobierno del presidente Mamerto Urriolagoitia Harriague. Pero los contactos amistosos y políticos que Andrade había entablado durante su estadía en los Estados Unidos hicieron que su exilio no tuviese los rasgos dramáticos que a menudo acompañaban esa forma de castigo político, en especial durante la primera mitad del siglo XX

## Revolución de 1952
Con el triunfo de la revolución del 9 de abril de 1952, Andrade pudo volver a Bolivia para ser puesto nuevamente en el cargo de embajador del país en Estados Unidos con el objetivo de defender al partido del MNR y obtener el apoyo norteamericano. Estuvo en la embajada desde 1952 hasta el año 1958 (su experiencia es reflejada en su libro "Mis misiones para la Bolivia revolucionaria"). 
No sólo consiguió el reconocimiento para el nuevo gobierno movimientista del MNR (una de las dificultades con las que constantemente había tropezado el expresidente Villarroel en 1943) sino que también logró conseguir un importante respaldo económico, aprovechando que los norteamericanos consideraron y creyeron que en un contexto revolucionario la caída del MNR abriría el camino al poder a los “comunistas”.

## Posrevolución
Durante el primer gobierno del presidente Hernán Siles Zuazo (1956-1960) , Víctor Andrade es nombrado Canciller de estado, ocupando dicho puesto desde 1959 hasta 1960. 
Ya durante el segundo gobierno del presidente Víctor Paz Estenssoro (1960-1964), Andrade es nuevamente nombrado embajador de Bolivia en Estados Unidos desde 1960 a 1962. 
Pero cuando se conoció la noticia de que Paz Estenssoro volvería nuevamente a la presidencia, Andrade rechazó la nueva reelección de Paz considerando que contrariaba el proceso revolucionario. 
Tras la caída del partido del MNR en noviembre de 1964 mediante golpe de Estado del general René Barrientos Ortuño. Pasados dos años después del golpe militar Andrade se presentaría como candidato a la presidencia de Bolivia en las Elecciones presidenciales de Bolivia de 1966, por el partido político del Movimiento Nacionalista Revolucionario -Andrade (MNR-A), siendo este partido una de las fracciones del partido del MNR que toleró el régimen militar. El MNR-A salió tercer lugar sacando el 88.392 votos (8.8% de la votación).
Con el retorno de la democracia a Bolivia en octubre de 1982, Andrade se colocó al lado del partido del Movimiento Nacionalista Revolucionario de Izquierda (MNRI) y fue elegido senador de Bolivia representando al departamento de La Paz por el partido de la Unión Democrática Popular (UDP) en 1980, siendo este su último cargo público que ocuparía hasta el año 1985.

## Fallecimiento
El año 1985, Víctor Andrade se retiró a la vida privada después de permanecer durante 43 años (1942-1985) en la vida pública y política del país.
Después de 5 años de su retiro, Víctor Andrade falleció el 7 de marzo de 1990 en la ciudad de La Paz a los 85 años de edad. Cabe mencionar también que Víctor Andrade fue padre de Lupe Andrade quien fuera en 1999 (9 años después de su muerte), concejal y alcaldesa de La Paz por el partido de Acción Democrática Nacionalista (ADN).